# Japansk lärk
Japansk lärk (Larix kaempferi) är art i familjen tallväxter.
Arten förekommer i Japan i centrala delar av ön Honshu. Den växer i kuperade områden och bergstrakter mellan 500 och 2900 meter över havet. Japansk lärk hittas på fastare mark som kan vara av vulkaniskt ursprung och den förekommer inte på torv. Vädret är kyligt under sommaren och kallt under vintern, tidvis med mycket nederbörd i form av regn eller snö. Arten introducerades 1834 i Skottland och senare även i andra europeiska regioner.
Japansk lärk bildar vanligen barrskogar tillsammans med japansk tall, Picea jezoensis, Tsuga diversifolia, nikkogran och på bergstoppar även med fujigran. I lägre regioner förekommer även blandskogar med de nämnda barrträden och arter av eksläktet, boksläktet och björksläktet. Vid trädgränsen kan dvärgformer av japansk lärk bilda buskskogar.
Artens trä har olika användningsområden, till exempel som järnvägssliper eller för produktionen av pappersmassa. Inom europeiskt skogsbruk föredras främst hybridlärk som uppstår när japansk lärk och europeisk lärk korsbefruktas. På ställen som är olämpliga för hybridlärk planteras istället japansk lärk.
För flera populationer i Japan är det oklart om de är ursprungliga eller om de uppkommit som planterade träd. En sjukdom som liknar potatisbladmögel (här orsakad av arten Phytopthora ramorum) drabbar delar av det europeiska beståndet. Ifall detta mögel införs i Japan kan populationen skadas allvarlig. I lämpliga områden är japansk lärk vanligt förekommande. Arten listas av IUCN som livskraftig (LC).